# 大库默费尔德
大库默费尔德是德国石勒苏益格－荷尔斯泰因州的一个市镇。总面积30.18平方公里，总人口2016人，其中男性986人，女性1030人（2011年12月31日），人口密度67人/平方公里。